# 1 Coríntios 6
1 Coríntios 6 é o sexto capítulo da Primeira Epístola aos Coríntios, de autoria do Apóstolo Paulo, no Novo Testamento da Bíblia.

## Estrutura
A Tradução Brasileira da Bíblia organiza este capítulo da seguinte maneira:
- 1 Coríntios 6:1-11 - Paulo censura o litígio perante tribunais pagãos e entre irmãos
- 1 Coríntios 6:12-20 - O cristão, unido a Cristo, não pode viver em sensualidade